# Franz Vranitzky
Franz Vranitzky (Bécs, 1937. október 4. –) osztrák szociáldemokrata politikus. 1986-tól 1997-ig a Ausztria 8. szövetségi kancellárja és 1988-tól 1997-ig Ausztria Szociáldemokrata Pártjának (SPÖ) elnöke.

## Élete és karrierpályája
Franz Vranitzky egy vasalapító fiaként egyszerű munkáskörnyezetben nőtt fel (volt egy nővére is). A család a Bécs 17. kerületében (Hernals) élt. A Hernalsi Geblergasse Gimnáziumba járt, majd a bécsi Világkereskedelmi Főiskolán üzleti adminisztrációt tanult (1960-ban fejezte be tanulmányait). Tanulmányai alatt latin és angol nyelvtanárként, illetve építőmunkásként dolgozott. 1962-től Ausztria Szociáldemokrata Pártjának tagja. Az osztrák kosárlabda-válogatott tagja volt , amelyen 42 meccset játszott.
1962-ben összeházasodott Christine-el. Házasságukból két gyermek (Robert és Claudia) született. 1961-ben kezdte szakmai pályafutását a Siemens-Schuckertwerke-nél. Ugyanebben az évben az Osztrák Nemzeti Bankhoz került. 1969-ben kereskedelmi tudományokból doktorált. 1970-ben Hannes Androsch pénzügyminiszter gazdaság- és pénzügypolitikai tanácsadója lett (ekkor éppen Bruno Kreisky szövetségi kancellár volt kormányon).
1976-tól Vranitzky különböző osztrák bankoknál dolgozott vezető beosztásban (1976–1981 között a Creditanstalt-Bankverein vezérigazgató-helyettese, 1981-től a CA-BV vezérigazgatója és az Österreichische Länderbank vezérigazgató-helyettese, 1981–1984 között vezérigazgatója és az Österreichische Länderbank igazgatósági tagja), egészen addig, amíg Fred Sinowatz szövetségi kancellár 1984-ben pénzügyminiszternek nem nevezte ki. Ezzel összefüggésben nyilvánosan bírálták az állami tulajdonú vállalatoknál végzett korábbi feladataiért járó többszöri végkielégítéseket, amiket kapott.
Az 1986-os szövetségi elnökválasztás választási kampánya során Sinowatz szövetségi kancellár hevesen fellépett az Osztrák Néppárt (ÖVP) jelöltje, Kurt Waldheim ellen. Amikor Waldheimet június 8-án megválasztották, Sinowatz az úgynevezett "Waldheim-ügy" eseményei miatt lemondott, és Vranitzkyt ajánlotta utódjának.

## Szövetségi kancellárként
Miután 1986. június 16-án Rudolf Kirchschläger szövetségi elnök szövetségi kancellárrá nevezte ki, Vranitzky kezdetben az Osztrák Szabadságpártttal (FPÖ) koalícióban folytatta a koalíciós kormányt (első Vranitzky-kormány).
Amikor 1986. szeptember 13-án Jörg Haidert választották meg az FPÖ szövetségi pártvezetőjévé a párt német nacionalista szárnya segítségével a mérsékelt Norbert Steger helyett (Steger 1980 óta volt az FPÖ vezetője), Vranitzky felmondta a koalíciót szeptember 14-én és  a Nemzeti Tanácsot feloszlatták.
A következő, 1986. november 23-i nemzeti tanácsi választásokon az SPÖ ismét a legerősebb párt lett és és Vranitzky 1987-ben új koalíciós kormányt alakított az ÖVP-vel, mint koalíciós partnerrel (második Vranitzky-kormány). 1988 tavaszán Fred Sinowatz volt szövetségi kancellár bejelentette lemondását a pártelnöki posztról, 1988 májusában pedig az SPÖ pártkonferenciájának küldöttei Vranitzkyt választották meg a kormánypárt új elnökévé.
Külpolitikai szempontból szembesült a Kurt Waldheim szövetségi elnök háborús múltjáról folyó vitával és az ebből fakadó nemzetközi elszigetelődéssel. Ezért többször vállalt olyan reprezentatív feladatokat külföldön is, amelyek egyébként a szövetségi elnökre hárultak volna. Sikerült javítania a kapcsolatát az Amerikai Egyesült Államokkal, amely Waldheimet 1987 áprilisában megfigyelőlistára helyezte és normalizálnia a viszonyt Izraellel, amely Waldheim megválasztása után visszavonta nagykövetét.
Belpolitikailag ügyelt arra, hogy távolságot tartson Jörg Haidertől és politikájától, amit ők „kirekesztésnek" tekintettek. 1986-ban, a bajorországi wackersdorfi nukleáris újrafeldolgozó üzem (WAA) miatti alpesi viszály idején azt szorgalmazta, hogy az osztrák szövetségi kormány működjön együtt Salzburg és Felső-Ausztria tartományi kormányaival, valamint az ország politikai pártjaival, hogy megakadályozzák a WAA Wackersdorf megépítését.
A harmadik Vranitzky-kormány az 1990. október 7-i nemzeti tanácsi választás után alakult meg. Ezen a választáson az SPÖ meg tudta tartani mandátumát, az ÖVP 17 mandátumot veszített, az FPÖ pedig 15-öt  szerzett. A A nagykoalíció ennek ellenére újra létrejött.
Figyelemre méltó volt Vranitzky 1991. július 8-i beszéde a Nemzeti Tanácsban. Ebben nemcsak azt az "áldozat-tézist" vonta kétségbe, amelyet a tisztviselők addig fenntartottak, mely szerint Ausztria volt az első áldozata a Német Birodalom hatalomra kerülésének Adolf Hitler alatt (lásd még "Anschluss"), de elismerte az osztrákok bűnrészességét a második világháborúban és annak következményeit is.
„Közös a felelősség a szenvedésekért, amelyeket bár nem Ausztria mint állam, hanem ennek az országnak a polgárai okoztak más embereknek és népeknek.”
„Ismerjük történelmünk minden tettét és népünk minden részének tetteit, jókat és gonoszokat egyaránt; és ahogy a jót állítjuk, bocsánatot kell kérnünk a rosszért – a túlélőktől és a halottak leszármazottaitól."
Külpolitikájának középpontjában – különösen a „keleti blokk” összeomlása után – a kelet-európai államokkal való kapcsolatok elmélyítése, valamint Ausztria Európai Unióhoz való csatlakozásának előkészítése és végrehajtása állt szorosan együttműködve Alois Mock akkori külügyminiszterrel és alkancellárral. Az 1994. június 12-i népszavazást követően, amelyen az osztrákok 66,64%-a igennel szavazott, Ausztria 1995. január 1-jén csatlakozott az Európai Unióhoz.
A kormány 1994. október 11-én, két nappal a következő nemzeti tanácsi választás után lemondott, de a szövetségi elnök 1994. november 29-én újra kinevezte a negyedik Vraniztky-kormányt. .
A kormánykoalíció 1995 végi felbomlása után előrehozott választásokat tartottak. A választáson ismét az SPÖ került ki a legtöbb szavazatot kapott pártként. 1996 márciusában az ötödik Vranitzky-kormány letette az esküt koalíciós kormányként újra az ÖVP-vel szövetségben Wolfgang Schüssel vezetésével, aki 1989 óta gazdasági miniszterként, 1995 májusa óta pedig kancellárhelyettesként és külügyminiszterként is tagja volt az előző koalíciós kormányoknak.
1997. január 18-án Vranitzky lemondott szövetségi kancellári és szövetségi pártelnöki posztjáról. Utóda mindkét tisztségben Viktor Klima lett.

## Tevékenysége 1997 óta
Miután elhagyta az osztrák politika színpadát, 1997 márciusától 1997 októberéig az EBESZ albániai különleges képviselője lett.
Vranitzky ezután visszatért a banki pályára, és a WestLB politikai tanácsadója lett. Ugyanezen év decemberében Frank Stronach Magna International csoportjának felügyelőbizottságának tagja lett. Franz Vranitzky a TUI AG felügyelőbizottságának is tagja, ill. a Magic Life of Club International Hotelbetriebs GmbH felügyelőbizottságának elnöke.
2005 júniusában egyik veséjét feleségének, Christine-nek adományozta, aki krónikus veseelégtelenségben szenvedett.
2006-ban, a Nemzeti Tanács választási kampányában az SPÖ legjobb jelöltjének, Alfred Gusenbauer népbizottságának elnöke volt.
Vranitzky jelenleg a saját pártja rendelkezésére áll számos tevékenységben, többek között: a Tudományos Gazdaságpolitikai Munkacsoport (WIWIPOL) által szervezett negyedéves „Vranitzky Colloquia” keretében, amelyben a tudomány, a kultúra és a politika meghívott hírességeivel együtt megvitatják a gazdaságpolitikai kérdéseket Ausztria és Európa jövőbeli lehetőségeit illetően.
2010. június 1. óta Vranitzky alelnöke az InterAction Councilnak, a volt állam- és kormányfőkből álló agytrösztnek, amelyet 1983-ban alapított Takeo Fukuda volt japán miniszterelnök, amely elkötelezettséget vállal a béke és biztonság területén folytatott nemzetközi együttműködés, a világgazdaság, valamint a fejlődés és a környezetvédelem iránt.
2022. november végén Gabriele Heinisch-Hosek, az SPÖ képviselője hamisan halottnak nyilvánította Vranitzkyt, mert hamis bejelentést kapott a Twitteren. Az Osztrák Nemzeti Tanács Szociális Bizottsága ezután egy perces néma csendet tartott érte A. Bruno Kreisky Fórum viszont azt közölte, hogy Vranitzky még mindig él.

## Kritikája
Nem sokkal a 2006-os ausztriai nemzeti tanácsi választások előtt megjelent Wolfgang Flöttl befektetési bankár nyilatkozata, amelyet egy kihallgatás végén tett a BAWAG P.S.K.-nál végzett korábbi munkájáról és a BAWAG-botrányban való részvételéről. Ennek megfelelően 1999-ben egymillió schillinget (kb. 72 000 eurót) fizetett Vranitzkynak telefonos tanácsadási szolgáltatásokért. Vranitzky jóváhagyta a kifizetést, amelyet az euró akkori közelgő bevezetésével kapcsolatos konzultációkért fizettek. A Nemzeti Tanács 2007-es bankvizsgáló bizottságának Flöttl 2007 májusában azt vallotta, hogy ezt a kifizetést a BAWAG akkori vezérigazgatója, Helmut Elsner nyomására és írásos szerződés nélkül fizette ki, cserébe nem követelt semmit tőle. A politikai ellenfelei erről azt feltételezték, hogy ez a kifizetés az SPÖ "közvetett pártfinanszírozása" volt, amit Vranitzky elutasított.

## Fordítás
- Ez a szócikk részben vagy egészben  a   Franz Vranitzky című német Wikipédia-szócikk ezen változatának fordításán alapul.  Az eredeti cikk szerkesztőit annak laptörténete sorolja fel. Ez a jelzés csupán a megfogalmazás eredetét és a szerzői jogokat jelzi, nem szolgál a cikkben szereplő információk forrásmegjelöléseként.